# Jugendneuererpreis

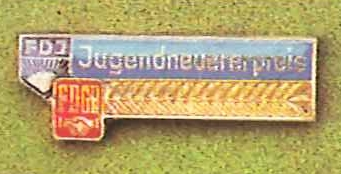
Amtliche Darstellung des Neuererpreises durch den Zentralrat der FDJ.

Der Jugendneuererpreis war in der Deutschen Demokratischen Republik (DDR)  eine nichtstaatliche Auszeichnung, die gemeinsam vom Freien Deutschen Gewerkschaftsbund (FDGB) und der Freien Deutschen Jugend (FDJ) verliehen wurde. Die Verleihung erfolgte seit März 1976 an Jungkollektive und Jugendliche der FDJ, die innerhalb der Messe der Meister von Morgen (MMM) und der Neuererbewegung hervorragende Leistungen vollbracht hatten.

## Aussehen
Die Anstecknadel zum Jugendneuererpreis ist in seiner Grundform quadratisch und zeigt in seiner oberen Hälfte auf blauem Grund die golden gehaltene Inschrift: Jugendneuererpreis sowie links daneben über den Rand der Anstecknadel herausragend das FDJ-Symbol. Die untere Hälfte des Quadrats wird von einem links gewandten goldenen Lorbeerzweig dominiert, der links im rot gehaltenen FDGB-Symbol endet. 

## Träger (Auswahl)
- 1977: Jugendbrigade des VEB Waschgerätewerks in Schwarzenberg
- 1977: Jugendbrigade des VEB Steremat Hermann Schlimme in Berlin
- 1977: Jugendbrigade des Baukombinats Leipzig
- 1977: Jugendbrigade der LPG Ernst Thälmann Griesheim
- 1977: Jugendbrigade des VEB Handelstransport Potsdam